# Гордість і пристрасть (фільм, 1957)
«Гордість та пристрасть» (англ. The Pride and the Passion) — пригодницький кінофільм режисера Стенлі Крамера, знятий у 1957 році за романом Сесіла Скота Форестера «Гармата».

## Синопсис
Під час іспано-французької війни 1808—1813 років, відступаючі іспанські війська, які не в силах тягнути за собою величезну гармату, скидають її з найближчого урвища. Британці хочуть заволодіти цією потужною зброєю, тому посилають за гарматою морського капітана Ентоні Трамбала (Кері Грант). Та ватажок іспанських партизанів — швець Мігель (Френк Сінатра) має інші плани. Він хоче звільнити від французів рідне місто Авіла, яке оточене потужними фортечними стінами. Тому він обіцяє віддати гармату капітанові тільки після того, як він допоможе йому розбити нею грубезні мури міста. Чи вдасться їм перетягнути гармату через окуповану територію?

## Ролі виконують
- Кері Грант — капітан Ентоні Трамбал
- Френк Сінатра — Мігель
- Софія Лорен — Хуана
- Теодор Байкел[en] — генерал Жуве
- Джон Венграф[de] — Сермен

## Навколо фільму

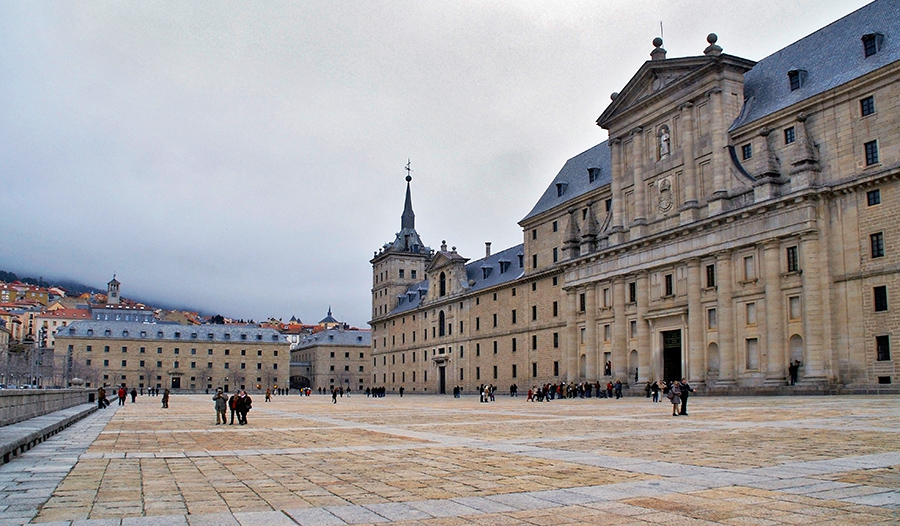
Монастир Ескоріал. 2009

- Для зйомок у фільмі з дерева виготовили три величезні гармати, які тягнути по бездоріжжю було насправді дуже важко. Під час зйомок гармата створювала реальну загрозу для акторів і учасників масових сцен.
- Спочатку планувалося, що роль Хуани повинна була грати Ава Гарднер, пізніше Джина Лоллобриджида. Однак через різні перешкоди цього не сталося і Карло Понті намовив Стенлі Крамера взяти на цю роль Софію Лорен. Для неї це був перший фільм англійською мовою, якою вона ледве могла говорити.[1] Щоб поліпшити свої мовні навички, Софія Лорен пройшла прискорений курс англійської мови.
- Сцена величної релігійної церемонії була знята в знаменитій базиліці монастиря Ескоріал.